# Caremar
Caremar, acronimo di Campania Regionale Marittima, è una compagnia di navigazione che si occupa di trasporti marittimi di persone e merci tra la terraferma e le isole del golfo di Napoli (fino al 31 maggio 2011 si occupava anche di quelli per le Isole Ponziane, prima che il ramo d'azienda venisse ceduto alla neocostituita Laziomar). È nata il 5 novembre 1975 a Napoli.
Il 3 novembre 2009 il Ministro delle infrastrutture e dei trasporti Altero Matteoli assieme al presidente della Regione Campania Antonio Bassolino hanno firmato l'accordo per il passaggio della società di navigazione dallo Stato, dove era controllata tramite Tirrenia, direttamente alla Regione.
Il 25 luglio 2012 la Regione Campania pubblicò un bando di gara per la privatizzazione della Caremar, che è stato vinto dal gruppo SNAV-Rifim nell'ottobre 2013.

## Flotta attuale[4]
| Tipo                                                      | Immagine | Nome                | Rotta                                                     | Stazza  | Anno di costruzione | Anno di acquisizione | Velocità (in nodi) | Lunghezza (in metri) | Capacità passeggeri | Capacità veicoli | Note |
| --------------------------------------------------------- | -------- | ------------------- | --------------------------------------------------------- | ------- | ------------------- | -------------------- | ------------------ | -------------------- | ------------------- | ---------------- | ---- |
| Traghetto della classe Sibilla                            |          | Adeona              | Napoli-Capri                                              | 1386,46 | 1980                | 1980                 | 17                 | 69,59                | 690                 | 60               |      |
| Traghetto della classe Sibilla                            |          | Naiade              | Napoli/Pozzuoli-Procida-Ischia/Casamicciola               | 1386,46 | 1980                | 1980                 | 17                 | 69,59                | 690                 | 60               |      |
| Traghetto della classe Sibilla                            | Driade   |                     | Napoli/Pozzuoli-Procida-Ischia/Casamicciola               | 1386,46 | 1980                | 1980                 | 17                 | 69,59                | 690                 | 60               |      |
| Traghetto della classe Sibilla                            |          | Fauno               | Napoli/Pozzuoli-Procida-Ischia/Casamicciola               | 1386,46 | 1981                | 1981                 | 17                 | 69,59                | 690                 | 60               |      |
| Traghetto ad alta velocità della classe Aquastrada TMV 70 |          | Isola di Capri      | Pozzuoli-Procida                                          | 1927    | 1998                | 1998                 | 23                 | 70                   | 550                 | 57               |      |
| Traghetto ad alta velocità della classe Aquastrada TMV 70 |          | Isola di Procida    | Napoli-Capri-Sorrento                                     | 1927    | 1999                | 1999                 | 23                 | 70                   | 550                 | 57               |      |
| Traghetto ad alta velocità della classe Aquastrada TMV 70 |          | Isola di Vulcano    | Castellammare di Stabia-Sorrento-Capri                    | 1927    | 1999                | 2024                 | 23                 | 70                   | 550                 | 57               |      |
| Catamarano                                                |          | Achernar            | Napoli-Procida-Ischia                                     | 623,95  | 1993                | 1993                 | 30                 | 36,35                | 354                 | /                |      |
| Monocarena della classe Aquastrada TMV 47                 |          | Isola di San Pietro | Napoli-Procida / Pozzuoli-Procida / Napoli-Procida-Ischia | 383     | 1993                | 1997                 | 30                 | 37,09                | 348                 | /                |      |
| Aliscafo                                                  |          | Eraclide            | Napoli-Procida / Pozzuoli-Procida / Napoli-Procida-Ischia | 194     | 2005                | 2025                 | 40                 | 31                   | 220                 | /                |      |

Le navi Adeona, Driade, Fauno, Naiade (tutt'ora di proprietà Caremar), le navi Sibilla e Vesta (appartenenti alla Siremar) e le navi Quirino e Nereide (appartenenti a Medmar) fanno parte della classe Sibilla e sono state tutte costruite dal cantiere navale Luigi Orlando di Livorno negli anni 1979, 1980 e 1981.
Sette degli otto traghetti erano destinati alla compagnia di navigazione campana e l'ottavo, il Planasia (oggi Nereide), a Toremar. Nel 1989 la Caremar fece costruire il traghetto Tetide come ottava nave: esso non fa parte della classe Sibilla ma costituisce un'evoluzione della stessa, con la caratteristica della poppa aperta in modo da poter svolgere la doppia funzione di nave passeggeri e di nave per il trasporto di merci pericolose.
Il Tetide ha tre navi gemelle appartenenti ad altre compagnie, ovvero Liburna (costruito per Toremar e oggi di proprietà di Moby Lines con il nome di Bunifazziu), Filippo Lippi e Antonello da Messina (della Siremar).
Questi traghetti hanno una lunghezza totale di 69 metri e una larghezza di 14 metri, ad eccezione del Nereide e del Tetide che hanno una lunghezza di 71 metri.

## Flotta del passato
- Isola d'Elba, in sostituzione dell'Adeona noleggiato a Siremar (1980-1985)
- Vesta, ceduto alla Saremar nel 1991 e alla Siremar nel 2016
- Alcione Primo, ceduto alla SNAV nel 1993 con l'arrivo dell'Achernar
- Sibilla, ceduto alla Saremar nel 1998 e alla Siremar nel 2016
- Falerno (1976-1999), attualmente in disarmo a Napoli
- Cuma, ceduto alla Delcomar nel 2000 e attuale Sara D
- Albireo, ceduto a Siremar nel 2001, attualmente in disarmo a Messina
- Alioth, ceduto a Siremar nel 2001, attualmente in disarmo a Messina
- Algol, ceduto a Siremar nel 2001, attualmente in disarmo a Messina
- Giovanni Bellini, noleggiato negli anni 2006-2007 e 2010-2011, attualmente di proprietà Toremar
- Quirino, ceduto alla Laziomar nel 2011 e noleggiato alla Medmar nel 2016
- Tetide, ceduto alla Laziomar nel 2012
- Monte Gargano, ceduto alla Laziomar nel 2012 e demolito nel 2024 a Napoli
- Aldebaran (1987-2021), demolito nel 2021 a Napoli
- Isola di Capraia, acquistato da Tirrenia CIN nel 2021 e rivenduto nel 2023 a SNAV, attuale SNAV Virgo
- Nereide, acquistato da Baleària nel 2023, venendo subito noleggiato e poi venduto a Medmar nello stesso anno
- Shaula (1986-2014, 2020-2025), demolito nel 2025 a Napoli

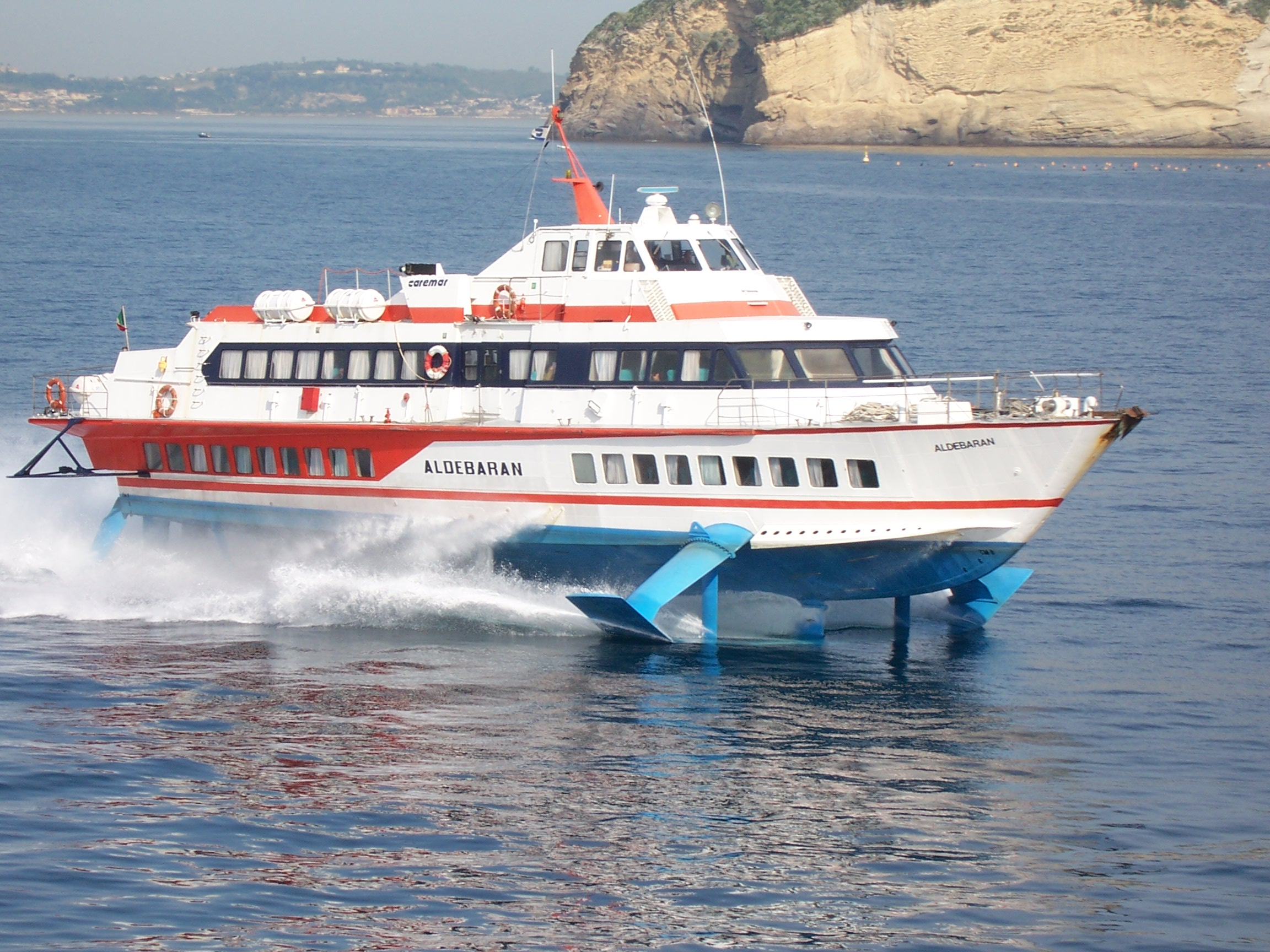
L'aliscafo Aldebaran in servizio sulla Procida-Napoli

## Rotte
I traghetti e i traghetti veloci dal 4 febbraio 2008 partono da Napoli Calata Porta di Massa. Gli aliscafi, i monostab e i catamarani partono invece dal Molo Beverello.
| Tratte                          | Distanze in miglia marine | Tempo di percorrenza Traghetto | Tempo di percorrenza Traghetto veloce | Tempo di percorrenza Catamarano-Monostab | Tempo di percorrenza Aliscafo | Note                                                           |
| ------------------------------- | ------------------------- | ------------------------------ | ------------------------------------- | ---------------------------------------- | ----------------------------- | -------------------------------------------------------------- |
| Napoli - Capri                  | 16,5                      | 1 ora e 20 min.                | 1 ora                                 | N.D.                                     | N.D.                          |                                                                |
| Napoli - Ischia (via Procida)   | 16,6                      | 1 ora e 35 min.                | N.D.                                  | 1 ora e 5 min.                           | 1 ora                         | alcune corse da Ischia con traghetto non fanno scalo a Procida |
| Napoli - Procida                | 12,4                      | 1 ora                          | N.D.                                  | 40 minuti                                | 35 minuti                     |                                                                |
| Napoli - Casamicciola Terme     | 17,7                      | 1 ora e 25 min.                | N.D.                                  | N.D.                                     | N.D.                          | da Casamicciola Terme effettua via Procida                     |
| Pozzuoli - Ischia (via Procida) | 9,9                       | 1 ora e 10 min.                | N.D.                                  | N.D.                                     | N.D.                          |                                                                |
| Pozzuoli - Procida              | 6,2                       | 35 minuti                      | N.D.                                  | 20 minuti                                | 15 minuti                     |                                                                |
| Procida - Ischia                | 4,2                       | 30 minuti                      | N.D.                                  | 20 minuti                                | 15 minuti                     |                                                                |
| Casamicciola Terme - Procida    | 5,3                       | 30 minuti                      | N.D.                                  | N.D.                                     | N.D.                          |                                                                |
| Sorrento - Capri                | 8,1                       | N.D.                           | 30 minuti                             | N.D.                                     | N.D.                          | N.D.                                                           |